# Nicolas Ager
Nicolas Ager (även Nicolaus Agerius), född 1568 i Ittenheim, Elsass, död den 20 juni 1634 i Strassburg, var en fransk botaniker.
Nicolas Ager studerade i Basel. Han promoverades dock i Strassburg, där han 1618 blev professor i medicin och botanik. 
Ager sysslade särskilt med zoofyter, näringslära och psykiska sjukdomar. Han samarbetade med de berömda botanikerna Johann och Gaspard Bauhin.
Linné uppkallade paederota ageria efter honom. År 1763 namngav Michel Adanson släktet Ageria (familjen Aquifoliaceae) till hans ära.